# Sings the Songs of Dallas Frazier
Sings the Songs of Dallas Frazier è un album in studio del cantante statunitense George Jones, pubblicato nel 1968.

## Tracce
Tutte le tracce sono di Dallas Frazier.

1. I Can't Get There from Here – 2:25
2. Looking for My Feel Good – 2:14
3. When Love Was Green – 2:12
4. Hangin' On to One and Hangin' Round the Other – 2:25
5. Half of Me Is Gone – 2:37
6. Honky Tonk Downstairs – 2:29
7. My Baby Left Her Jinglin' John for Foldin' Fred – 2:33
8. The Girl I Almost Knew – 2:44
9. There Ain't No Grave Deep Enough – 2:04
10. There's Nothing Left for You – 2:14